# Loggia della Signoria
La Loggia della Signoria è un monumento storico di Firenze, che si trova in piazza della Signoria, alla nostra destra guardando la facciata di Palazzo Vecchio, e accanto agli Uffizi, i quali vi si innestano sul retro con una terrazza proprio sulla sommità della loggia.

## Denominazione
Viene chiamata anche Loggia dei Lanzi non tanto perché qui pare che si accamparono i lanzichenecchi nel 1527 di passaggio verso Roma, ma perché il Corpo di Guardia del Granduca Cosimo I, che alloggiava sotto la Loggia, era in parte composto da lanzichenecchi. Un'altra interpretazione ritiene che il nome derivi dalle lance (lanze) quali armi usate dalla Guardia del Granduca. 
È detta pure Loggia dei Priori oppure Loggia dell'Orcagna, per via di una sua errata attribuzione ad Andrea di Cione, soprannominato Orcagna, mentre la realizzazione dell'opera è stata documentata come degli architetti Benci e Simone Talenti. Alcune fonti citano comunque l'Orcagna come collaboratore del progetto.

## Storia e descrizione

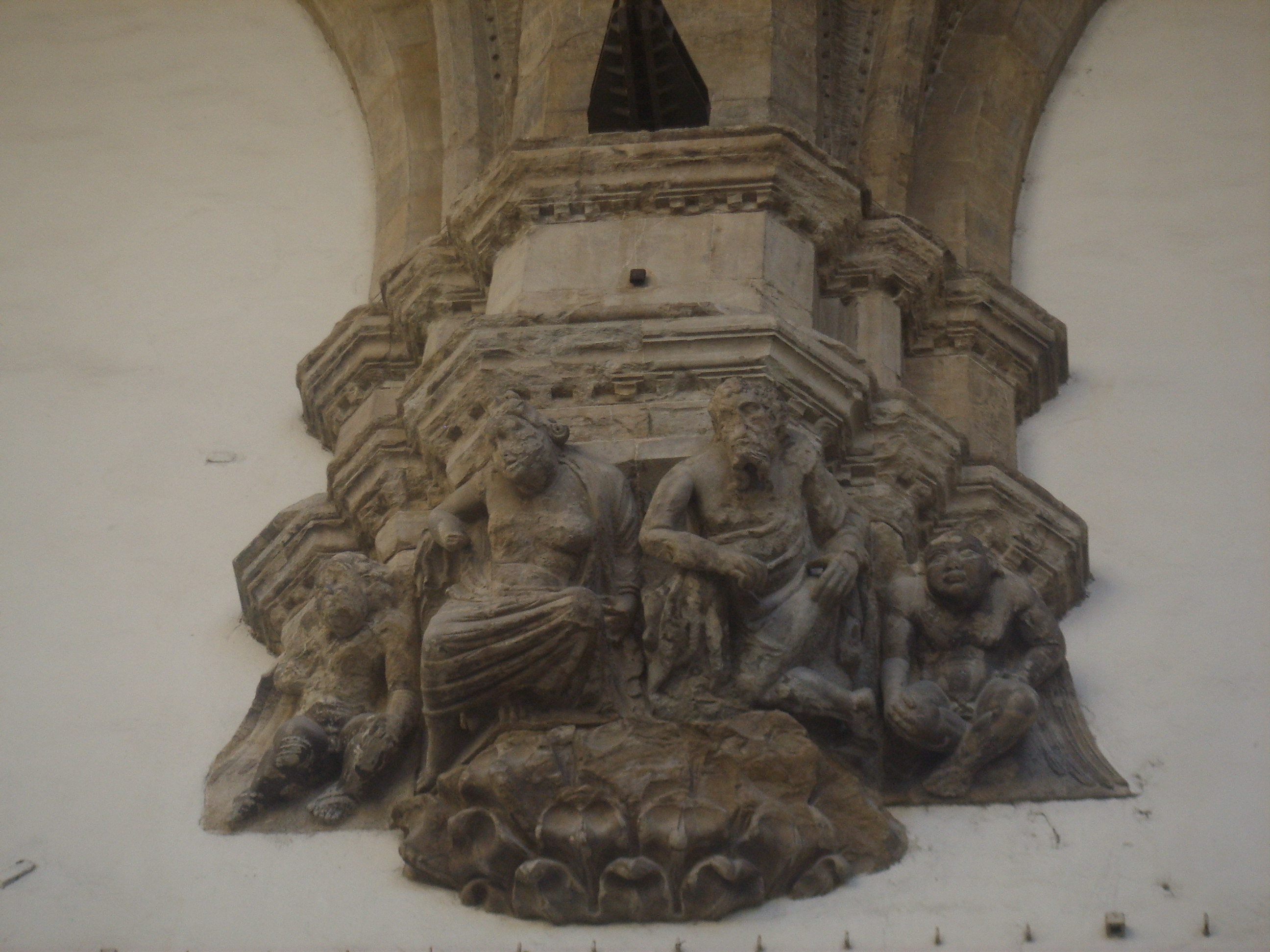
Il peduccio scolpito delle volte.

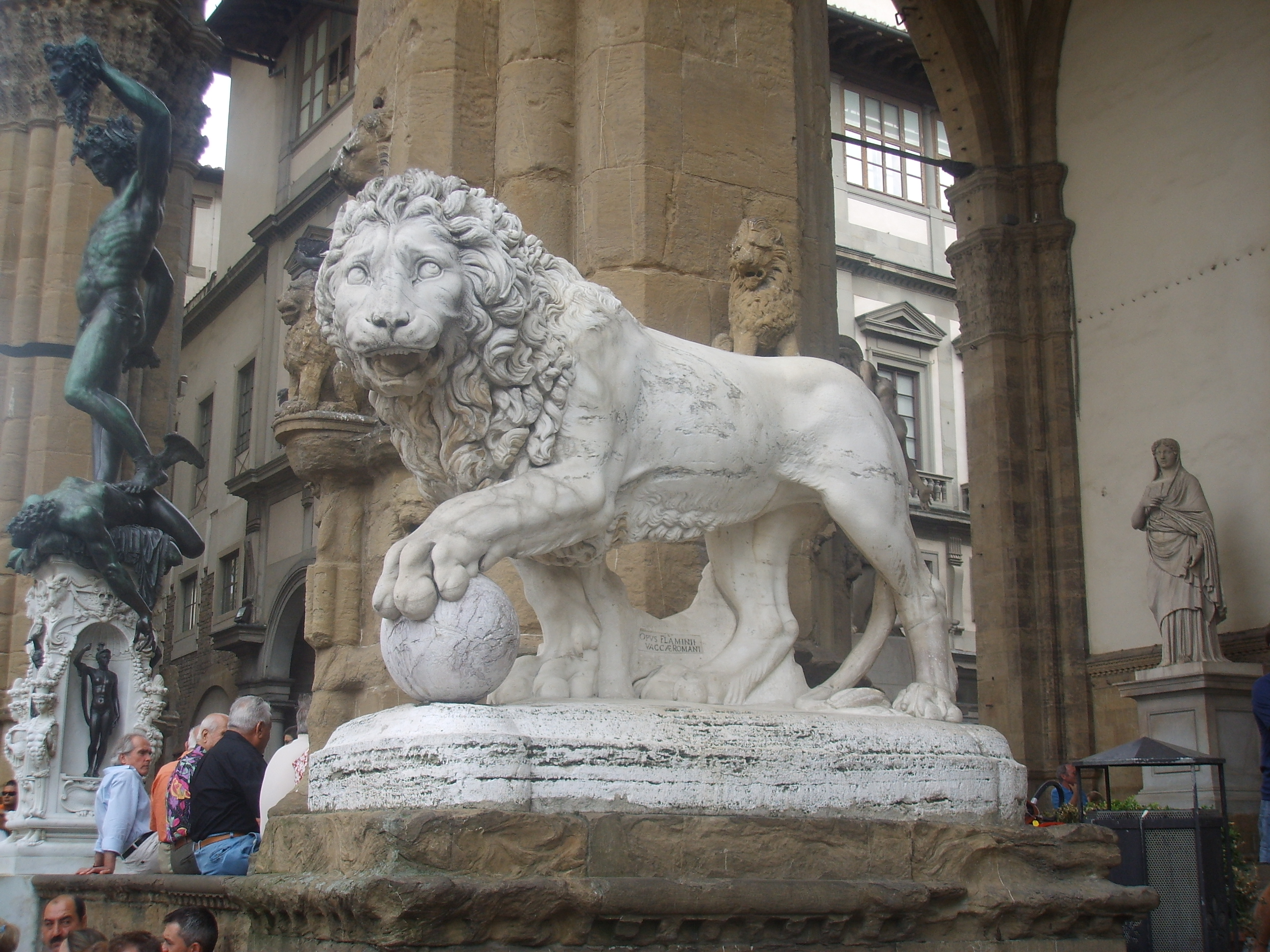
Leone di sinistra, di Flaminio Vacca.

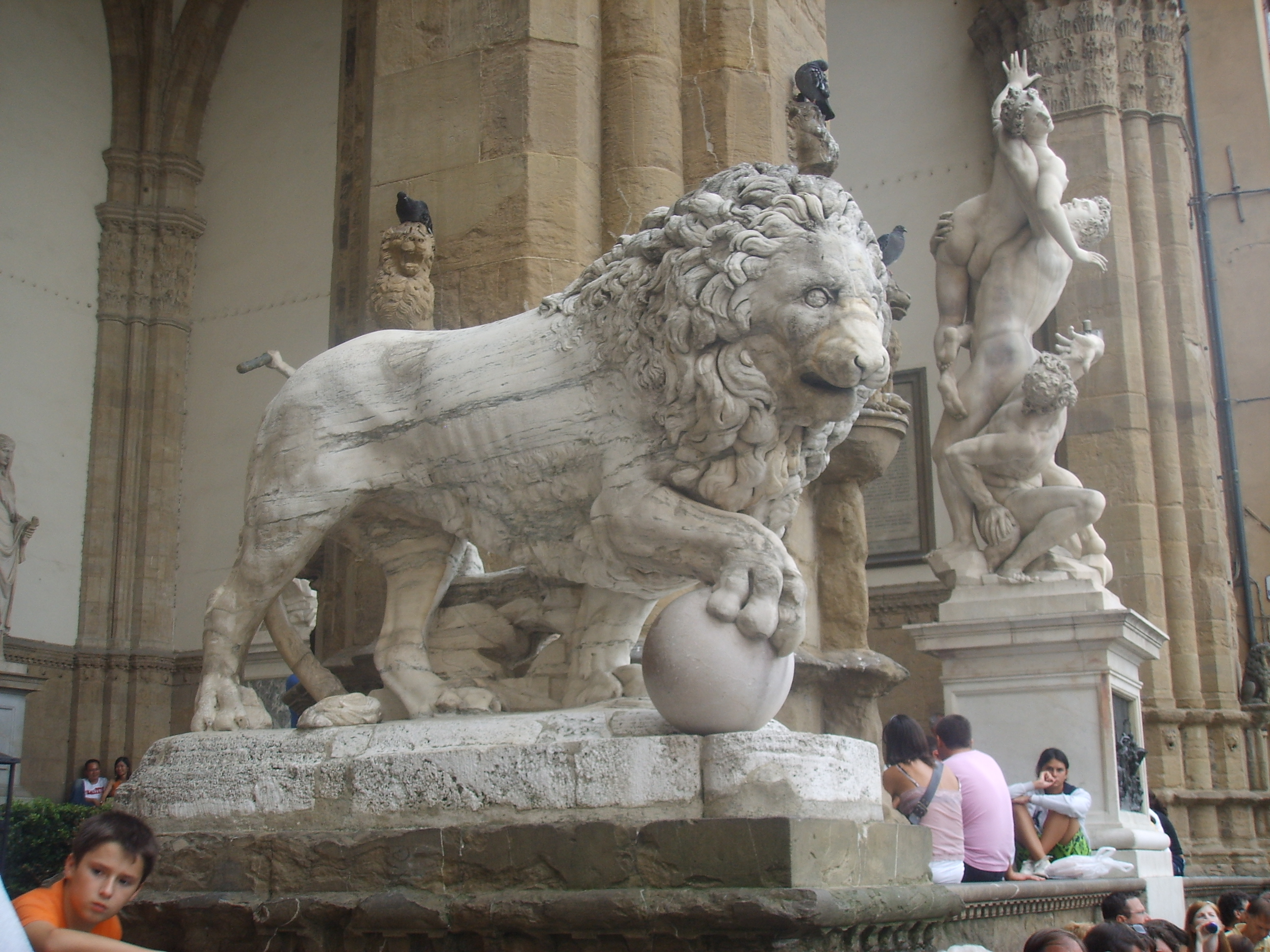
Leone di destra, originale antico.

L'edificazione risale al periodo tra il 1376 e il 1382; la loggia serviva per ospitare al coperto le numerose assemblee pubbliche popolari e le cerimonie ufficiali della Repubblica fiorentina alla presenza del popolo, come quelle di insediamento delle signorie.
Sebbene si tratti di un edificio gotico, la presenza di archi a tutto sesto rappresenta una vera anticipazione dello stile rinascimentale che, con tutta probabilità, ispirò Filippo Brunelleschi per la realizzazione di quello che è considerato il primo edificio pienamente rinascimentale, lo Spedale degli Innocenti, in piazza della Santissima Annunziata. Spiccano nella facciata le quattro formelle con figure allegoriche delle virtù cardinali eseguite su disegno di Agnolo Gaddi (1383-1386).
A partire dal '500, con la creazione del Granducato di Toscana e la soppressione definitiva delle istituzioni repubblicane, questo spazio fu destinato ad accogliere alcuni capolavori scultorei, divenendo uno dei primi spazi espositivi al mondo. Il granduca Cosimo I, comunque, non fece sistemare le statue secondo un mero criterio estetico ma, in linea con le precedenti sculture di Piazza della Signoria, fece sì che le rappresentazioni avessero anche dei precisi caratteri politici. In questo senso il Perseo con la testa di Medusa di Benvenuto Cellini, appositamente commissionato da Cosimo, stava a significare il taglio delle esperienze repubblicane della città, simboleggiate dalla Medusa, dal cui corpo escono i serpenti che rappresentano le proverbiali discordie cittadine che da sempre avevano minato una vera vita democratica.
Nel 1583, a conclusione del palazzo degli Uffizi, Bernardo Buontalenti creò sulla sommità della loggia una terrazza dalla quale era possibile assistere alle varie cerimonie e agli spettacoli, che avevano luogo nella piazza sottostante, oggi punto focale del bar del museo.
Caso quasi unico nel panorama mondiale, nelle tre arcate della loggia sono ospitate sculture di eccezionale pregio risalenti all'età classica e al periodo del manierismo, veri capolavori da museo, tutti originali, e fruibili liberamente giorno e notte gratuitamente. Un servizio di sorveglianza continua delle opere, attivo 24 ore su 24, vigila sul rispetto di alcune minime restrizioni.
La Feldherrnhalle di Monaco di Baviera è un omaggio ottocentesco a questa loggia.

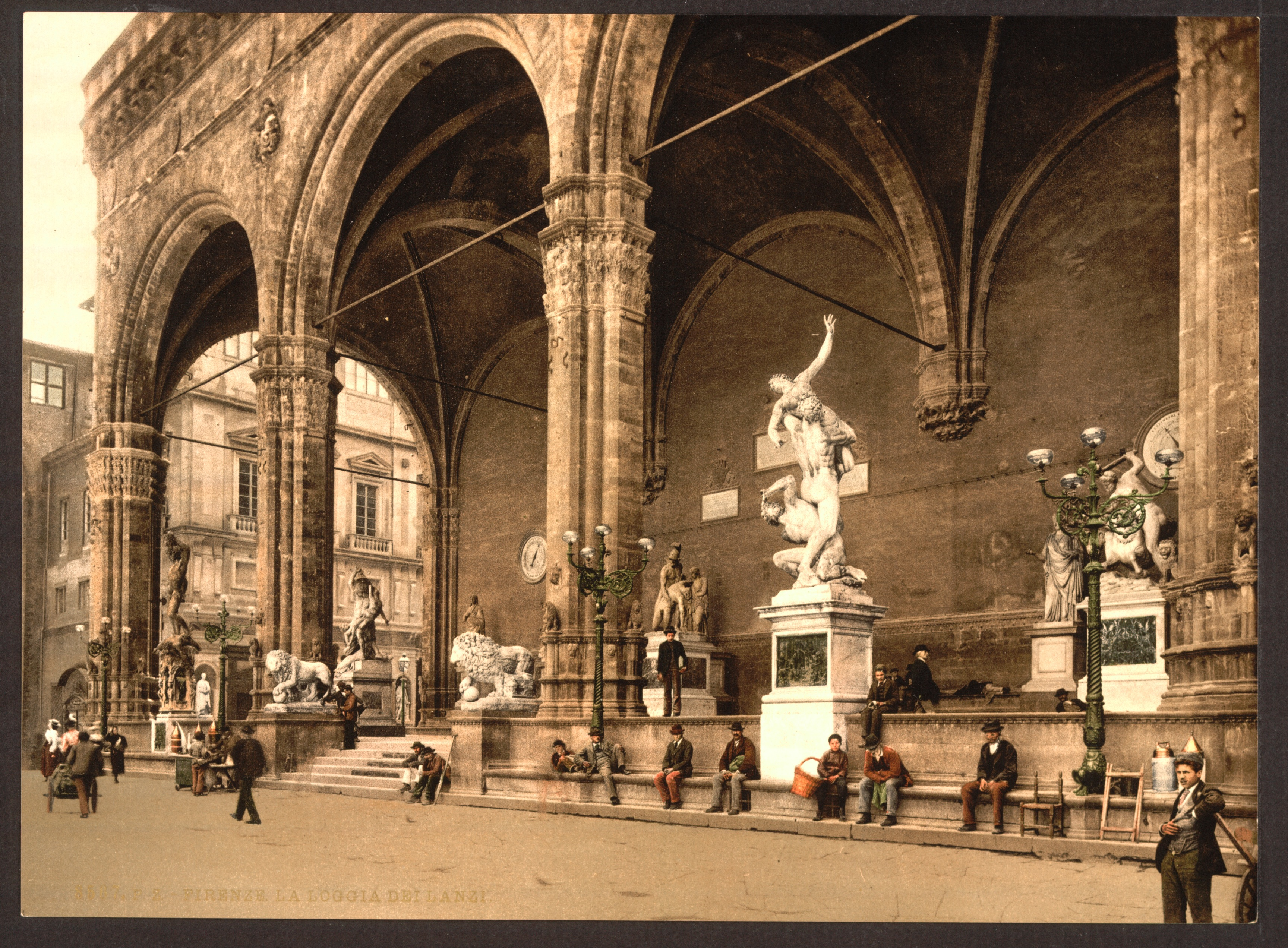
La loggia tra il 1890 e il 1900 (Fotocromia).

### Statue
Ai fianchi della gradinata d'ingresso vigilano due leoni marmorei, uno di epoca romana (a destra), e l'altro realizzato nel 1600 da Flaminio Vacca (a sinistra): tradizionalmente i leoni simboleggiano la guardia e la protezione dei luoghi da presenze negative, secondo una tradizione iconografica che risale addirittura alle civiltà mesopotamiche.
Il capolavoro più importante è il già citato Perseo di Benvenuto Cellini, una grande statua in bronzo alta 3,20 metri compreso il piedistallo istoriato da bassorilievi di tema mitologico. Il corpo ben proporzionato e la posizione plastica di Perseo, appoggiato su una sola gamba mentre solleva con il braccio sinistro la testa di Medusa decapitata. Fu sistemato nella loggia nel 1554 e, a parte il periodo del restauro nel 1999, è sempre rimasto qui collocato.
Ancora più complesso è il Ratto delle Sabine, capolavoro in marmo del Giambologna (1583). Oltre all'originale, nel Museo dell'Accademia si trova il modello a grandezza naturale in gesso, eseguito dallo stesso Giambologna come preparazione per l'esecuzione della statua in marmo. Sempre del Giambologna è l'Ercole e il centauro Nesso, dal sensazionale effetto di movimento espresso dal corpo in tensione del centauro sottomesso dall'eroe greco (1599).
Sono sculture di epoca romana Patroclo e Menelao, copia di epoca flavia di un originale greco del 230-240 a.C., dono di Pio V a Cosimo I, e le sei figure di donna vicine alla parete di fondo. Si ritiene che possano provenire dal Foro di Traiano a Roma, furono comunque trovate verso la metà del Cinquecento e, dopo aver decorato a lungo Villa Medici, arrivarono a Firenze nel 1789. Delle figure muliebri, le prime due non sono state identificate come personaggi, mentre la terza da sinistra rappresenta Thusnelda, una prigioniera barbara moglie di Arminio. Le ultime tre rappresentano matrone romane di rango imperiale, scolpite più finemente e con marmo più pregiato. È invece un'opera ottocentesca il Ratto di Polissena dello scultore Pio Fedi (1865), che riprende lo stile del vicino Menelao.
Sulla parete destra un'iscrizione in latino ricorda l'adozione del calendario comune, che incomincia il 1º gennaio, a Firenze, avvenuta solo nel 1750 (fino ad allora il capodanno fiorentino si celebrava il 25 marzo). Un'altra iscrizione del 1863 ricorda le tappe dell'unificazione italiana.

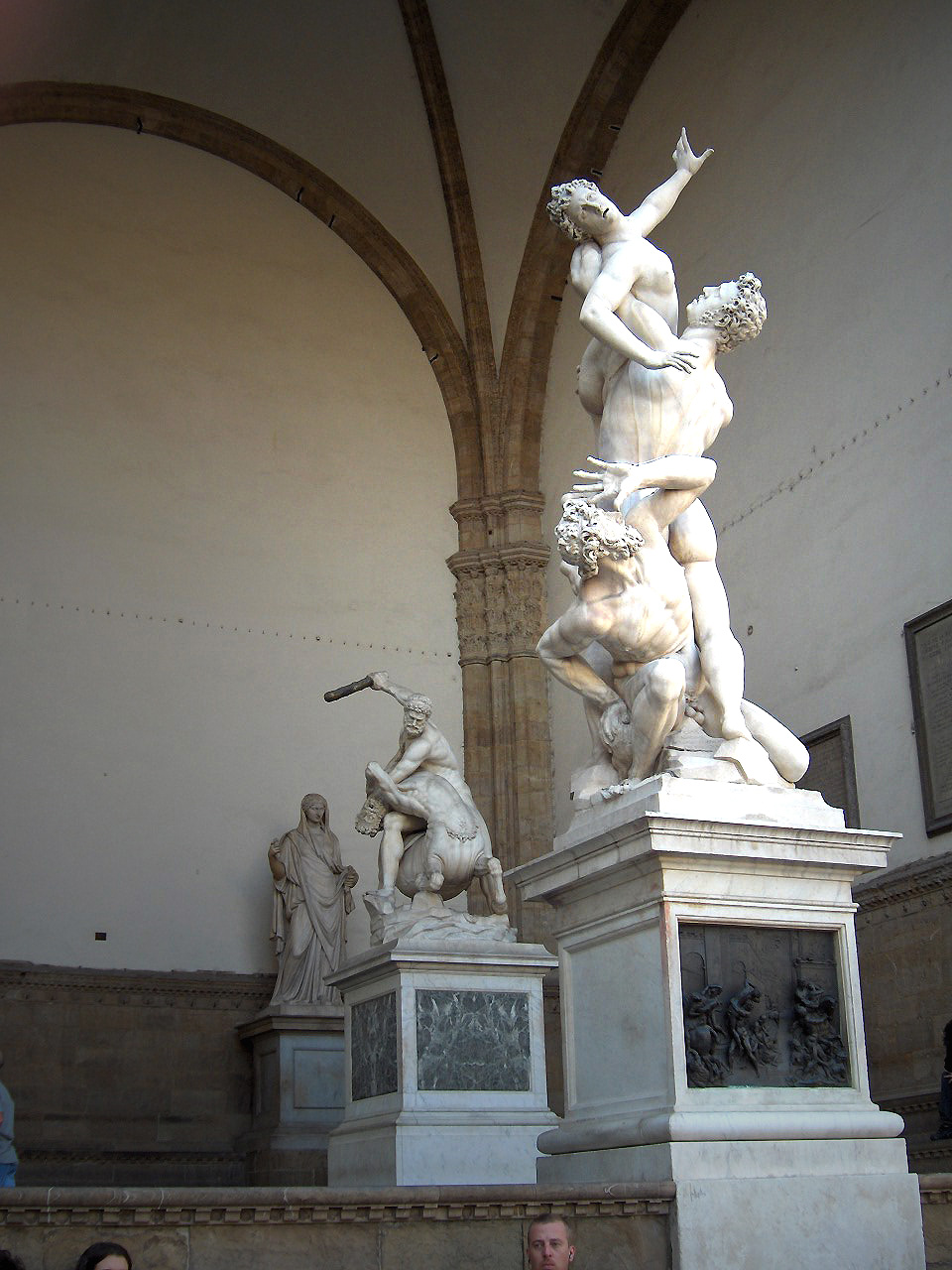
Il Ratto delle Sabine di Giambologna.
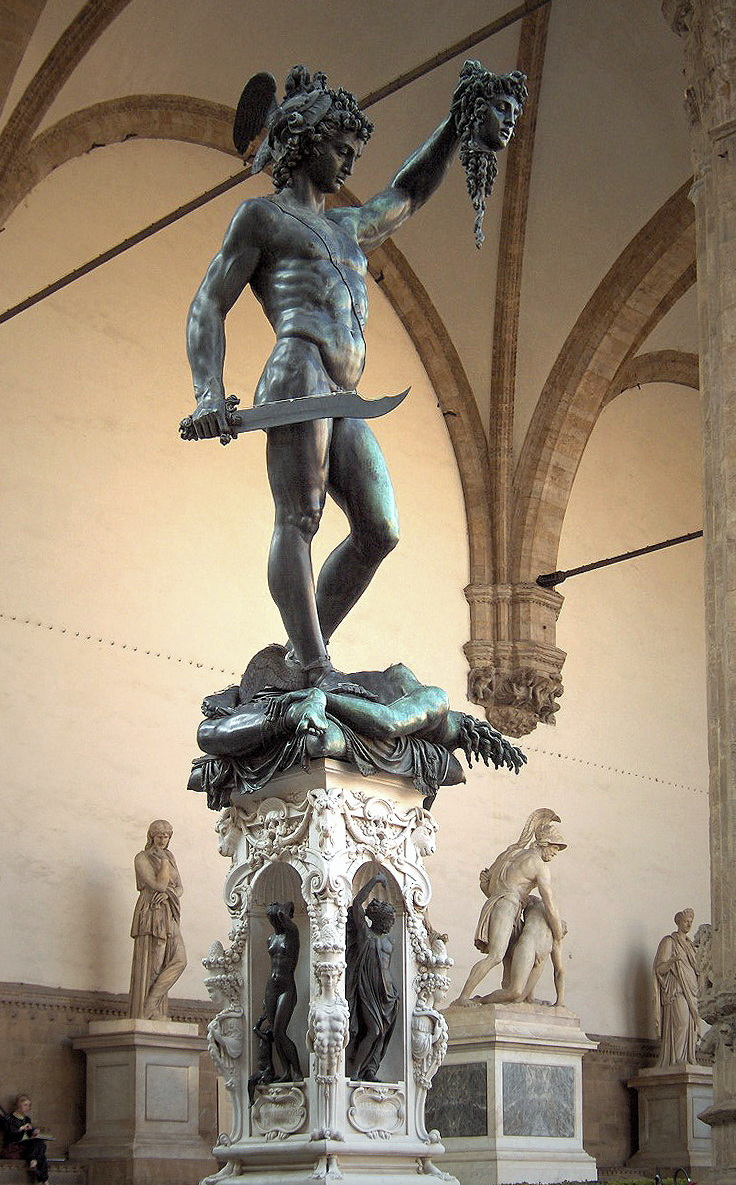
Perseo con la testa di Medusa di Benvenuto Cellini.
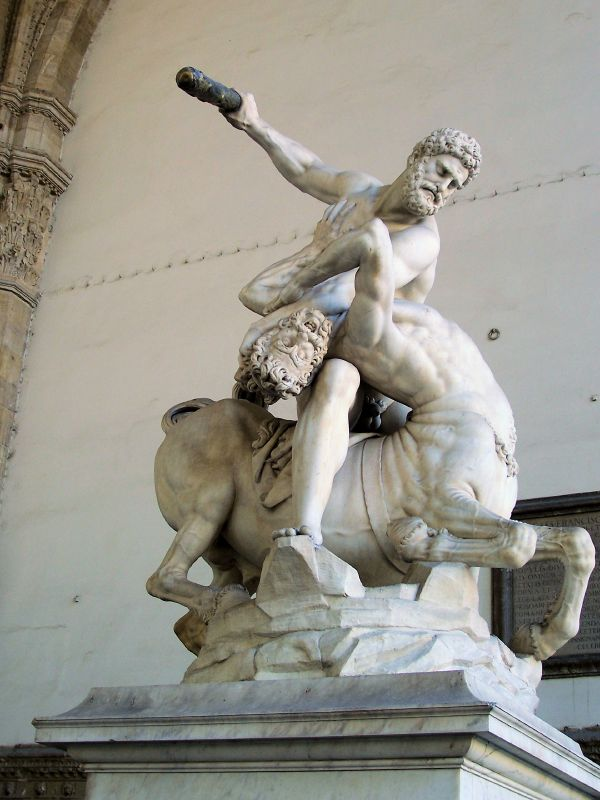
Ercole e il centauro Nesso di Giambologna.
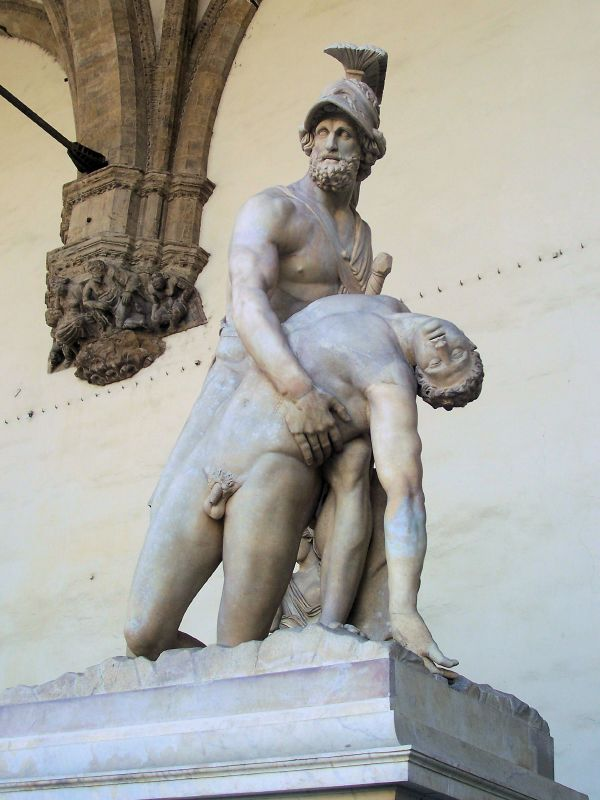
Patroclo e Menelao, arte romana.
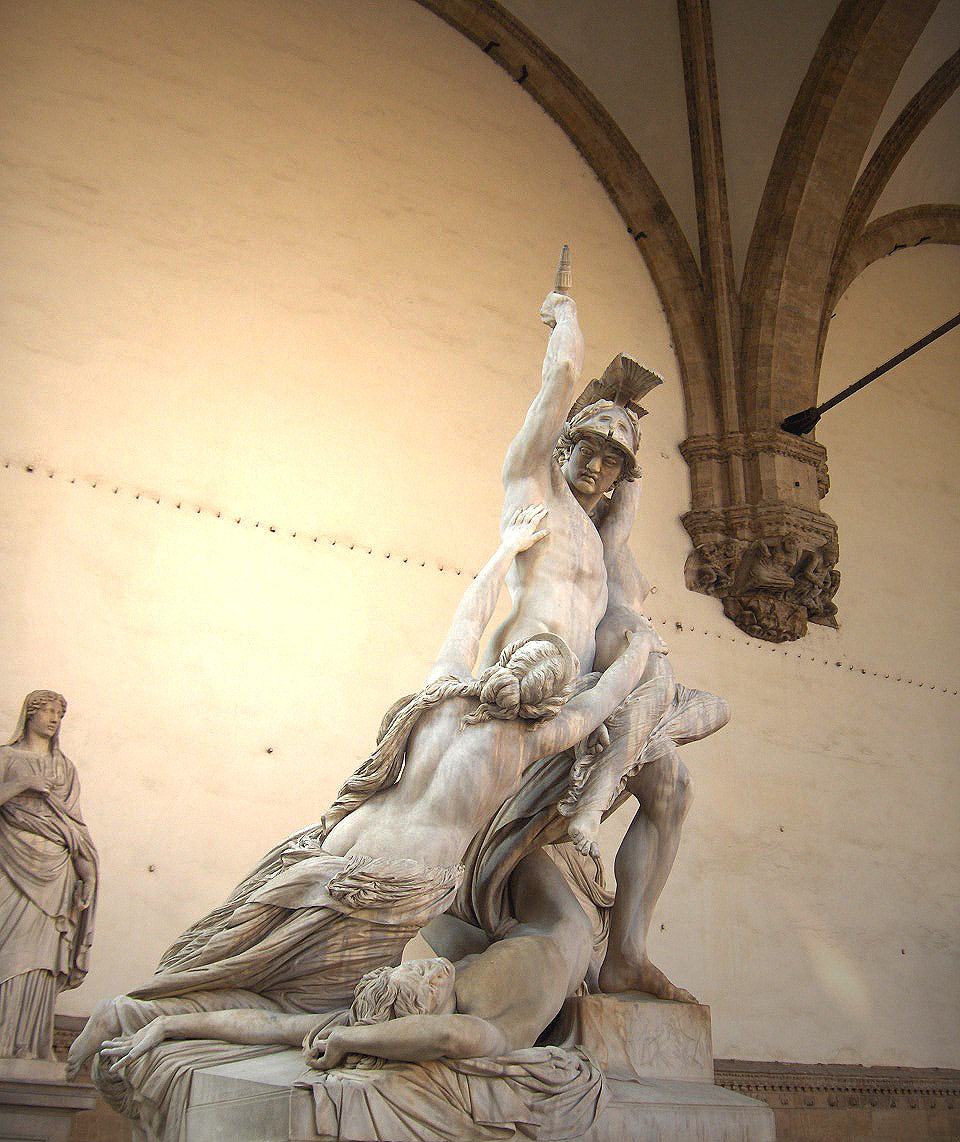
Il gruppo di Polissena di Pio Fedi.
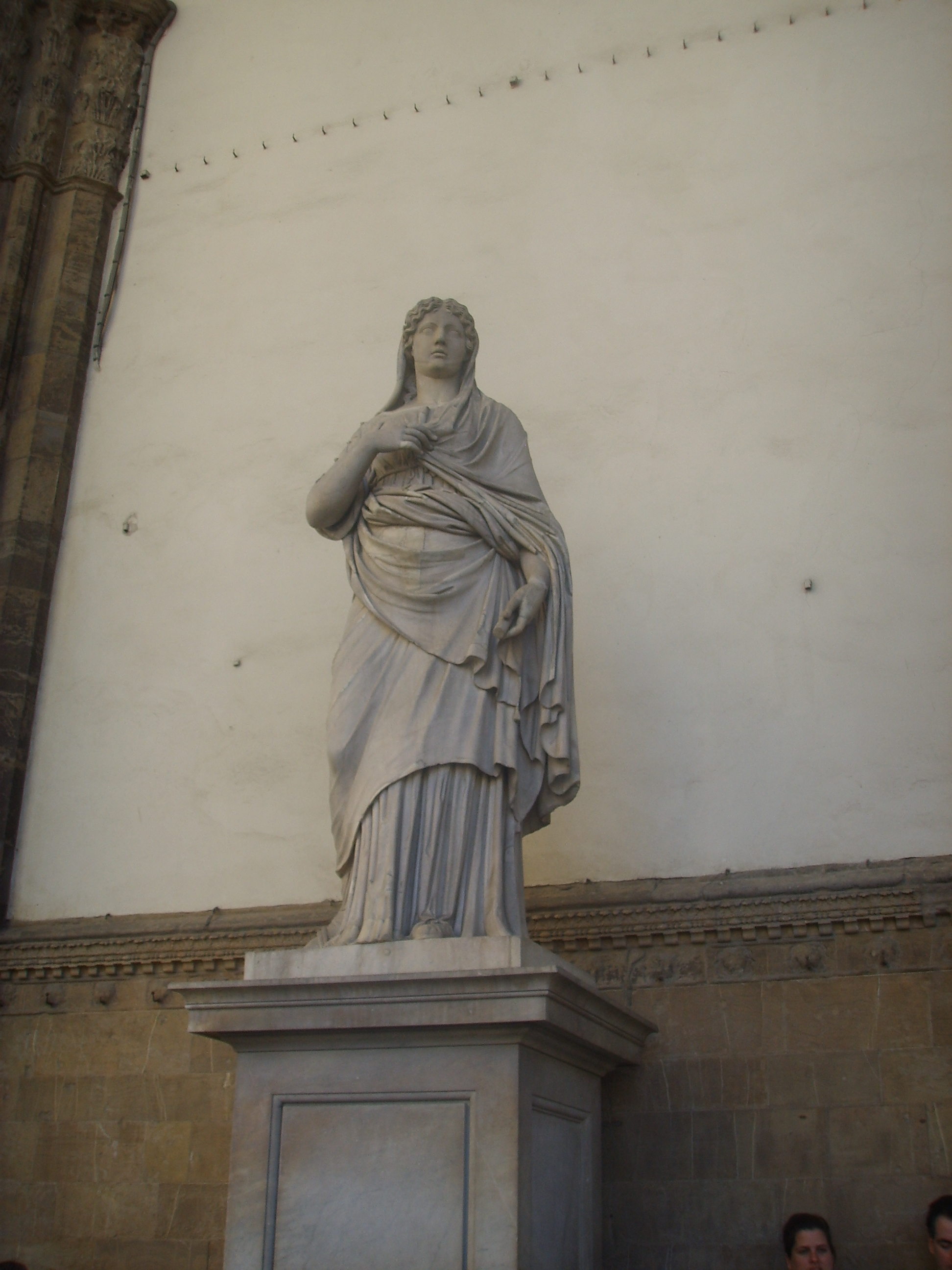
Arte romana, Sabina.
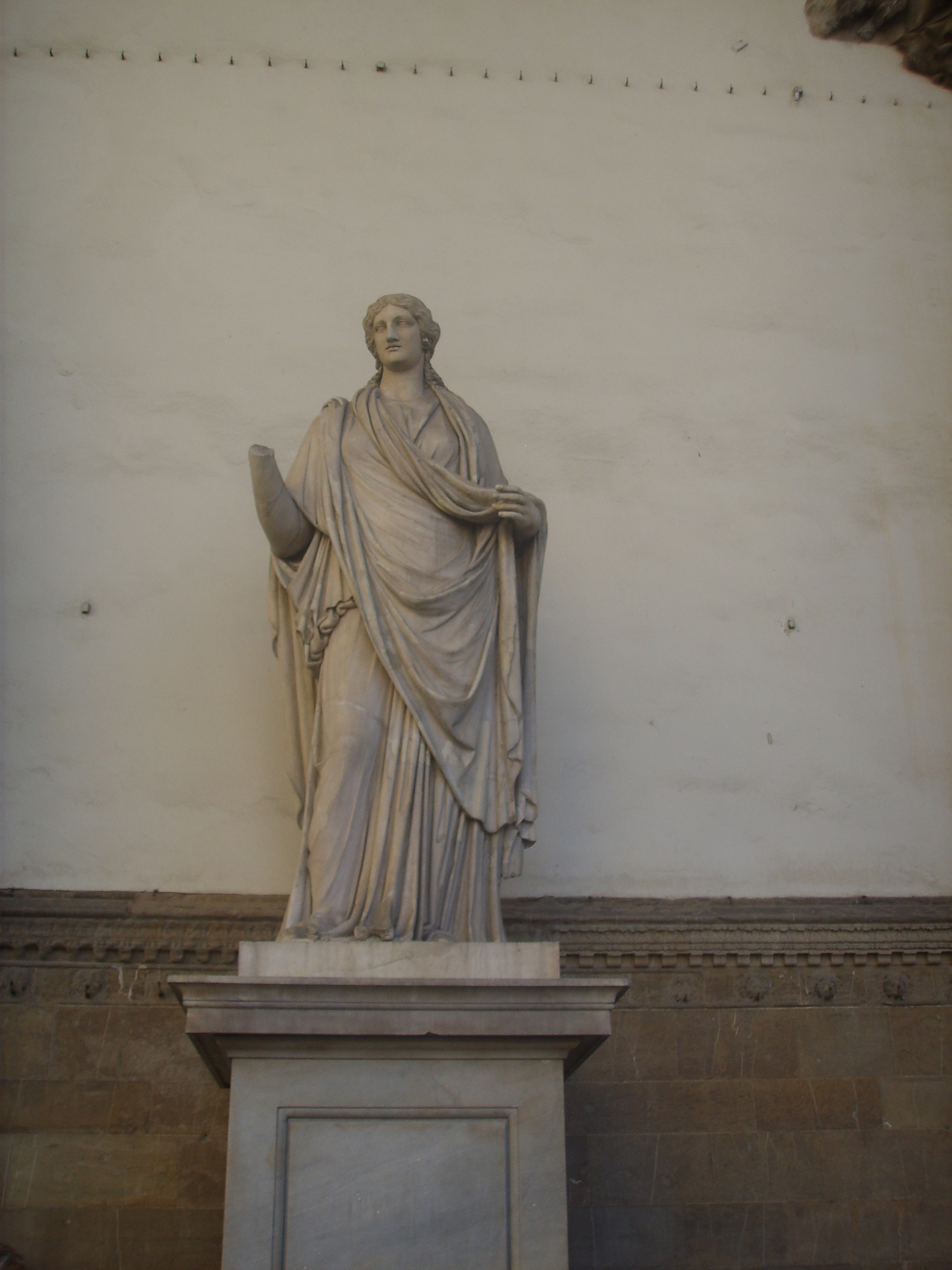
Arte romana, Sabina.
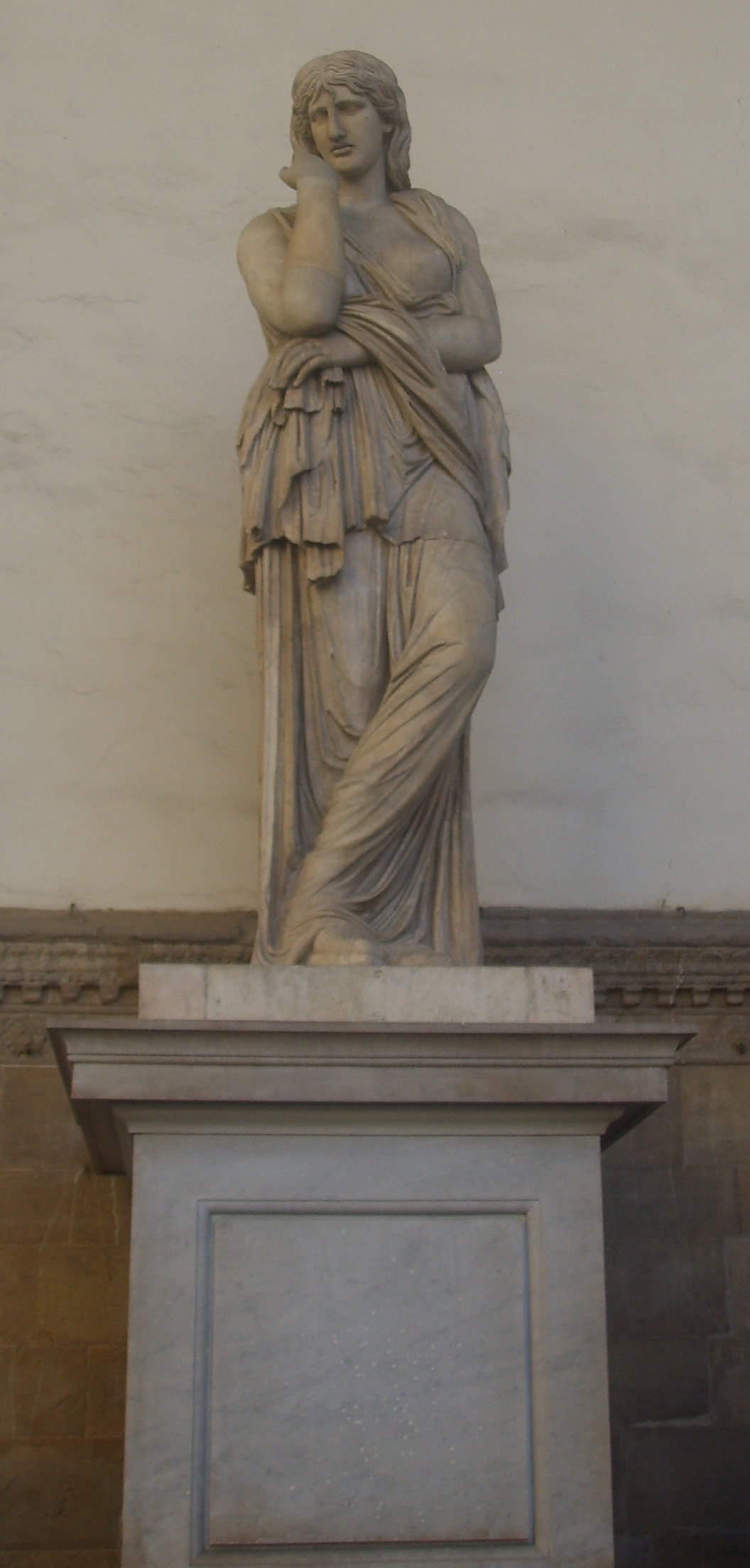
Arte romana, Thusnelda.
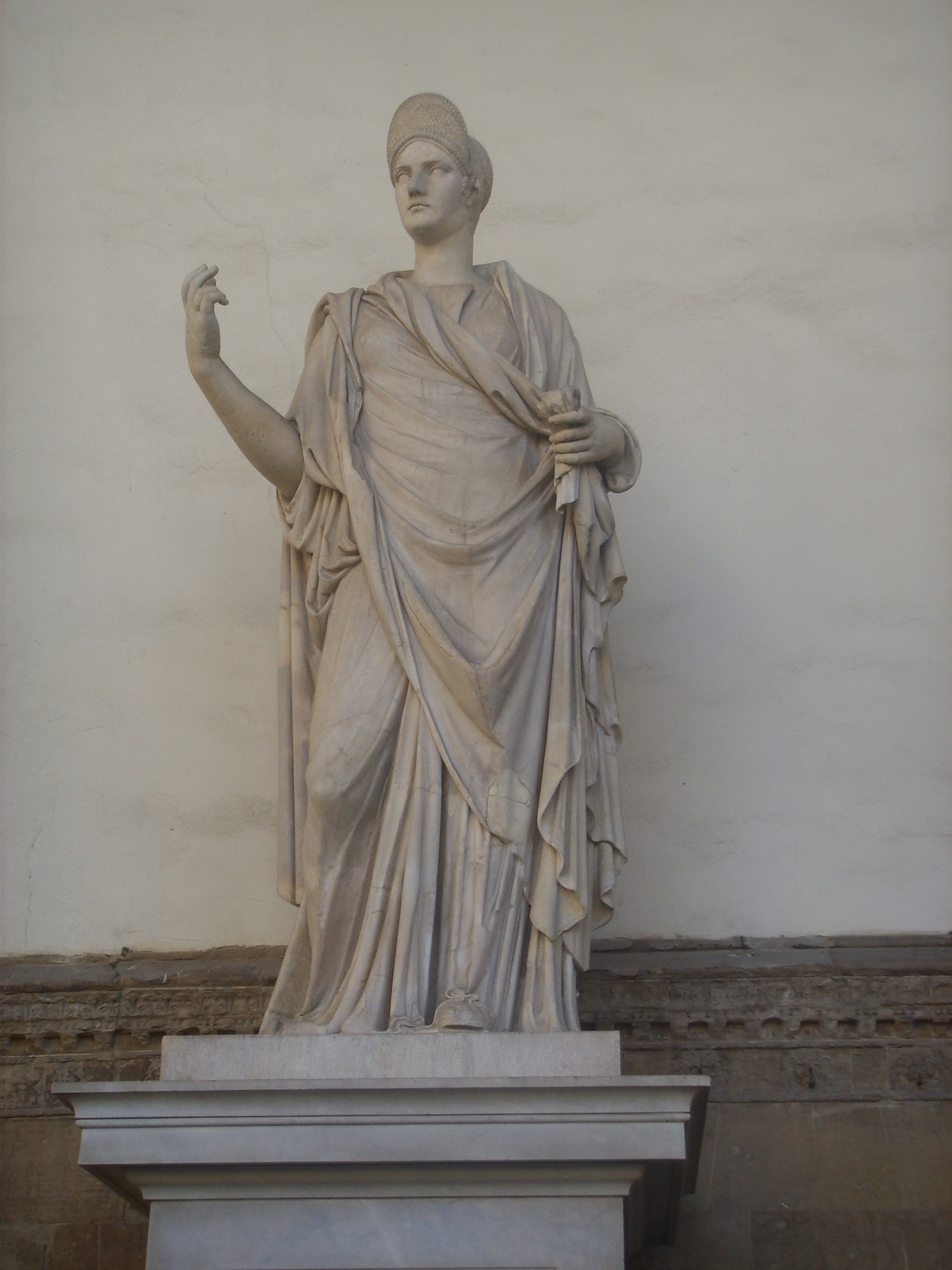
Arte romana, Sabina-Matilde.
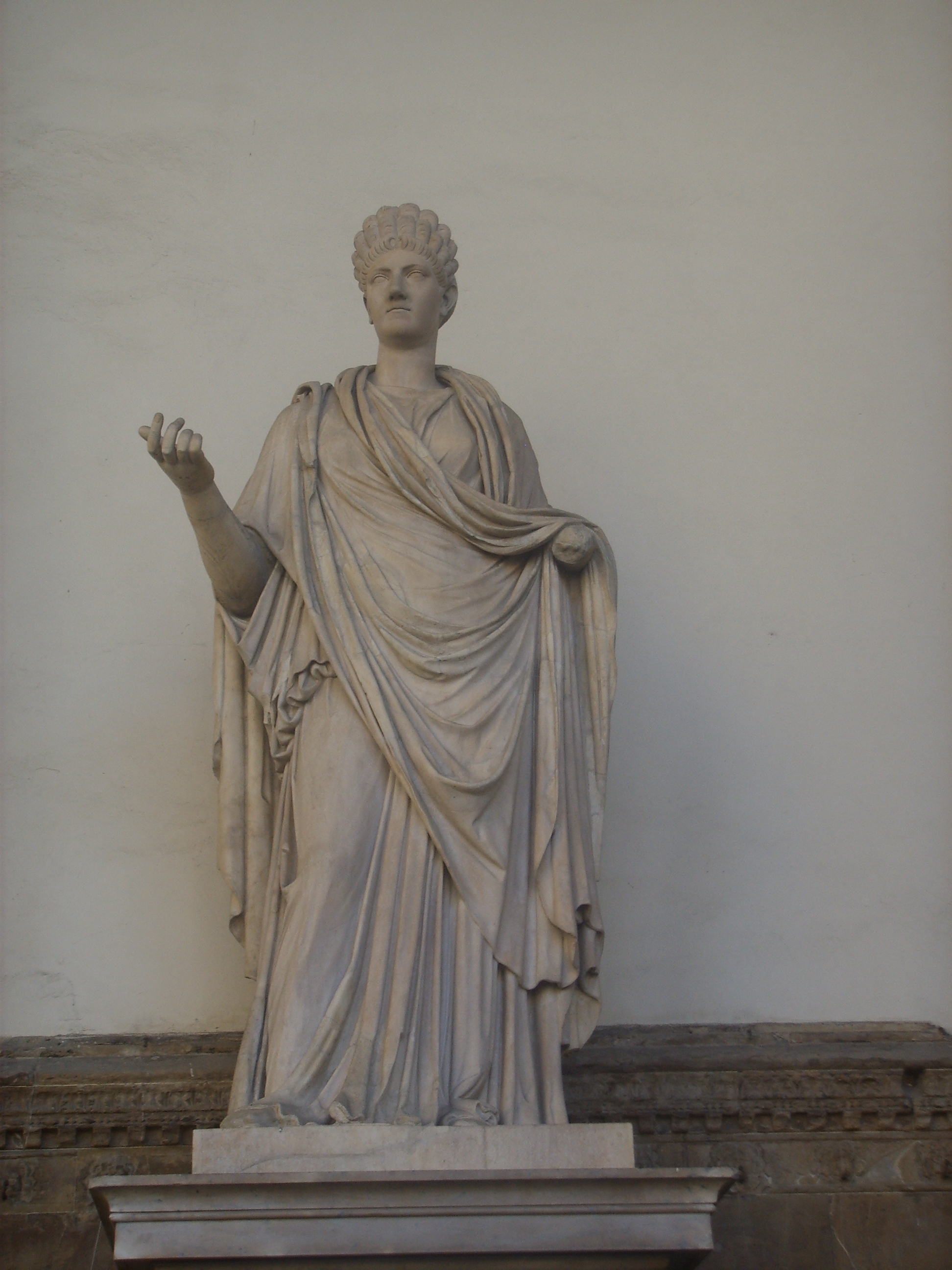
Arte romana, Sabina.
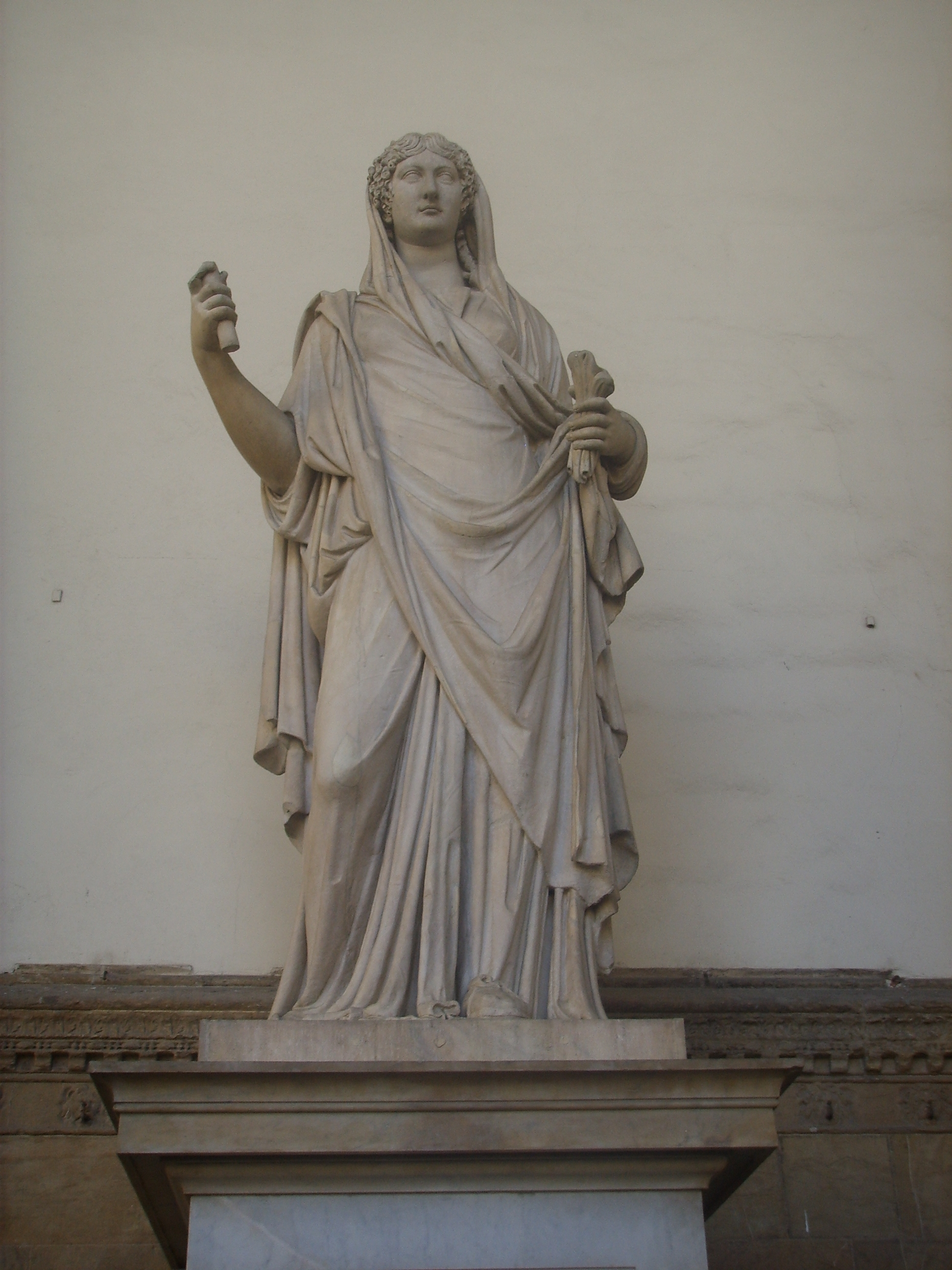
Arte romana, Sabina.

## Strumentazioni scientifiche
Nel 1850 sul muro posteriore della loggia il marchese Cosimo Ridolfi, allora ministro dell'Educazione, aveva fatto sistemare un termometro e un barometro rappresentati da due dischi in marmo con le apposite indicazioni, per divulgare al popolo la misurazione scientifica. La realizzazione dei due strumenti era stata affidata al fisico e meteorologo padre Filippo Cecchi e al direttore della Specola astronomica fiorentina padre Giovanni Antonelli. Giudicati in seguito non consoni al valore artistico della loggia, gli strumenti vennero rimossi e infine collocati lungo le scale del Museo Galileo con una targa che ne ricorda l'origine e la storia.

## Nella cultura di massa
La filmografia annovera almeno due scene famose, ambientate nella loggia:
- in Cronache di poveri amanti, Carlo Lizzani ambienta sotto la loggia l'arresto del tipografo Mario ed il primo bacio con Milena;
- in Camera con vista James Ivory ambienta sotto la loggia lo svenimento di Lucy Honeychurch dopo aver assistito ad un omicidio, ed il conseguente soccorso di George Emerson.